# INTO1
INTO1（イントゥーワン）は、中国のグローバル男性アイドルグループ。テンセントビデオ（WeTV）の人気アイドルオーディション番組『創造営2021』で選ばれた11人で結成され、2021年4月24日にデビュー。中国人6人、日本人3人、タイ人2人による国際色豊かなメンバー構成である。2年間の期間限定で活動し、2023年4月24日に解散した。

## 略歴

### 2021年
2月17日、『創造営2021』放送開始。全世界から90名の練習生が中国・海南島で番組に参加し、共同生活を送りながら切磋琢磨してきた。90人の練習生のうち25%にあたる23人が、日本、ロシア、タイなどの外国人練習生で、中でも日本人は最多17人が挑戦した。
4月24日、練習生は3度の人気投票選抜を経て、25名が最終回出演の権利を獲得した。最終回に出演した中国人練習生16名、日本人練習生は6名、アメリカ人練習生2名、ロシア人練習生1名。5時間に及ぶ生放送で視聴者へ最後のアピールをした。一週間にわたる最終回の視聴者投票で選ばれた11人でデビューグループ結成。
7月16日、北京市内でファーストアルバム『風暴眼』の発表会が行われ、テンセントの2020年東京オリンピックの報道大使に選ばれたことが発表された。また、ファーストアルバムの中から「INTO THE FIRE」がテンセントのオリンピック報道テーマソングとして使用されることも発表された。
8月23日、メンバーの力丸が体調不良のため一時的に活動を休止し、母国の日本で療養に専念することが発表される。
10月17日、デビュー後初めてとなるコンサート『Ready! INTO1 OCEAN（INTO1《風暴眼》首唱会）』をテンセントビデオ（We TV）で配信する。コンサートでは楽曲のパフォーマンスのほか、メンバーによるゲームセッションなども実施された。

### 2022年
2月8日、ヴァレンティノとコラボしたバレンタインキャンペーン「VALENTINO INTO1-FOR YOUR LOVED1」を発表した。
2月28日、KOSEのグローバルアンバサダーとして、日焼け止めスプレー「サンカット」には賛多と伯遠が起用され、洗顔料やクレンジングを中心としたブランド「ソフティモ」には劉宇が起用された。
4月23日、INTO1のデビュー1周年を記念した公式ポップアップイベント「INTO1'S WONDERLAND 1ST ANNIVERSARY EXHIBITION」が開催。7月3日まで全国4ヵ所（新宿・神戸・博多・有楽町）のマルイで開催され、4月30日には力丸のファンミーティングが実施された。
5月24日、力丸が北京首都国際空港到着に併せて「帰ってきたよ〜」と微博に投稿し、療養を終えてグループ活動に復帰することが明らかになった。

### 2023年
4月7日、グループとして初来日し、東京・GARDEN新木場FACTORYでファンミーティングイベント『INTO1 2023 “GROWN UP” FANMEETING IN TOKYO』を開催する。
4月24日、当初からの予定通り、2年間の活動期間を終えて解散した。「これは決して終わりではなく、新しい物語の始まりであり、どこかで会えると信じています」との言葉を残し、メンバーはそれぞれ個人事務所を立ち上げた。

## コンセプト
グループ名「INTO1」には「インターネットの時代（INTernet）に視聴者からの応援で選ばれた国際色豊か（INTernational）なメンバー11人が1つになり、世界中（O）に唯一無二のボーイズグループを目指す」という意味が込められた。活動期間は2年間。楽曲発表やコンサート活動の他に、テレビや広告への出演も予定される。デビューした時点ですでにロレアルやクラランスなど20ブランド以上の広告契約が決定していた。

## メンバー
| 名前                                    | 生年月日               | 国籍     | 出身地         | 所属事務所 | 最終順位 | 備考                      |
| --------------------------------------- | ---------------------- | -------- | -------------- | ---------- | -------- | ------------------------- |
| 劉宇 （リュウ・ユ）                     | 2000年8月24日（24歳）  | 中国     | 安徽省宣城市   | 嗶喲嗶喲   | 1        | リーダー                  |
| 賛多 （サンタ）                         | 1998年3月11日（27歳）  | 日本     | 愛知県名古屋市 | Avex       | 2        |                           |
| 力丸 （リキマル）                       | 1993年11月2日（31歳）  | 日本     | 兵庫県伊丹市   | Avex       | 3        |                           |
| 米卡 （ミカ）                           | 1998年12月21日（26歳） | アメリカ | ハワイ州       | Avex       | 4        |                           |
| 高卿塵（ナイン） （ガオ・チンチェン）   | 1999年7月11日（25歳）  | タイ     | バンコク       | 洞察娯楽   | 5        |                           |
| 林墨 （リン・モー）                     | 2002年1月6日（23歳）   | 中国     | 重慶市         | 原際畫     | 6        |                           |
| 伯遠 （ボー・ユエン）                   | 1993年2月11日（32歳）  | 中国     | 貴州省貴陽市   | 白色系     | 7        | 副リーダー 最年長メンバー |
| 張嘉元 （ジャン・ジャーユエン）         | 2003年1月8日（22歳）   | 中国     | 遼寧省営口市   | 哇唧娯楽   | 8        |                           |
| 尹浩宇（パトリック） （イー・ハオユー） | 2003年10月20日（21歳） | タイ     | ドイツ         | 洞察娯楽   | 9        | 最年少メンバー            |
| 周柯宇 （ジョウ・クーユー）             | 2002年5月17日（22歳）  | アメリカ | アメリカ       | 嘉行新悦   | 10       |                           |
| 劉彰（AK） （リュウ・ジャン）           | 1999年12月18日（25歳） | 中国     | 広東省珠海市   | W8VES      | 11       |                           |

## 作品

### アルバム
| # | リリース日     | タイトル                         | 収録曲 | 備考 |
| - | -------------- | -------------------------------- | --- | ---- |
| 1 | 2021年7月16日  | 《風暴眼》——INTO1's WONDERLAND序 | 1. INTO1 2. INTO THE FIRE 3. 風暴眼 4. 我們一起闖 (中国語版) 5. Chuang To-Gather, Go! (英語版) 6. Wonderland Party |      |
| 2 | 2021年12月11日 | 《万里》——INTO1's WONDERLAND陸   | 1. 點睛 2. 風吹沙成海 3. 明早老地方，出發 4. 万里                                                                  |      |
| 3 | 2022年8月11日  | 《冲天志》——INTO1'S WONDERLAND空 | 1. 天生就要飛 2. 天上不會掉餡餅 3. 一步一詩一夢 4. 跳支夜的舞 5. 一杯火焰 6. Together Somewhere                    |      |

### シングル
| #  | リリース日     | タイトル           | スタッフ | 備考                                                 |
| -- | -------------- | ------------------ | --- | ---------------------------------------------------- |
| 1  | 2021年4月24日  | INTO1              | - 作詞：SQVARE／Sean Michael Alexander @NUMBER K - 中国語翻訳：張角 - 作曲：SQUARE／Sean michael Alexander／A Wright／SHARK／Jed@NUMBER K - 編曲：A Wright／SHARK／Jed@NUMBER K |                                                      |
| 2  | 2021年7月16日  | INTO THE FIRE      | - 作詞：嚴晴／匠（ラップ部分） - 作曲：Axel Liljeström／Richard Cirulis／陳詩牧                                                                                                 | テンセント「2020年東京オリンピック」報道テーマソング |
| 3  | 2021年8月10日  | 風暴眼             | - 作詞：匠 - 作曲：Damon Sharpe／her0ism／Trevis Romell Harris／匠 - 編曲：大邁MizarMin／Sub J／Damon Sharpe／her0ism                                                           |                                                      |
| 4  | 2021年8月26日  | Wonderland Party   | - 作詞：焦東／NIA楊心予 - 作曲：Christian Fast／Adam Kulling／Jes Meinertz／NIA楊心予 - 編曲：NIA楊心予／Adam Kulling                                                           |                                                      |
| 5  | 2021年12月11日 | 點睛               | - 作詞：樊帆 - 作曲：sususu／福銀@25hrs Music Team - 編曲：sususu／keke |                                                      |
| 6  | 2021年12月24日 | 風吹沙成海         | - 作詞：大邁MizarMin／呉孤児／彊宇 - 作曲：大邁MizarMin - 編曲：大邁MizarMin |                                                      |
| 7  | 2021年12月31日 | 明早老地方，出發   | - 作詞：韋偉 - 作曲：韋偉 - 編曲：韋偉 |                                                      |
| 8  | 2022年1月7日   | 万里               | - 作詞：張張 - 作曲：Jellymolt／Kenn Wu - 編曲：Kenn Wu／Jochem Van Der Saag／Johnny C.耿楚                                                                                     |                                                      |
| 9  | 2022年4月24日  | 一杯火焰           | - 作詞：INTO1劉宇／INTO1伯遠／INTO1劉彰／吳孤兒 - 作曲：SOFTSERVERBOY@NUMBER K／SQVARE@NUMBER K／Vince Nantes@NUMBER K - 編曲：SOFTSERVERBOY@NUMBER K                           |                                                      |
| 10 | 2022年4月24日  | Together Somewhere | - 作詞：INTO1米卡／INTO1尹浩宇 |                                                      |
| 11 | 2022年7月12日  | 天生就要飞         | - 作詞：焦東 - 作曲：鬍臻koshin／CAME - 編曲：鬍臻koshin／CAME | 『沸騰校園』テーマソング                             |
| 12 | 2022年1月      | 熱血為墨           | |                                                      |
| 13 | 2023年3月1日   | 就這樣長大         | |                                                      |

### プロモーションソング
| # | リリース日    | タイトル                                 | スタッフ | 備考                                                     |
| - | ------------- | ---------------------------------------- | -------- | -------------------------------------------------------- |
| 1 | 2021年4月24日 | 我們一起闖 (Chuang To-Gather, Go!)       |          | 『創造営2021』テーマ曲                                   |
| 2 | 2021年5月28日 | 古蜀回響 (Echoes of Ancient Shu)         |          | 三星堆文化遺跡プロモーションソング 外国人メンバーのみ    |
| 3 | 2021年6月6日  | 燃焼吧青春 (Burning Youth)               |          | 映画『新兵請入列』主題歌 林墨・伯遠・張嘉元のみ          |
| 4 | 2021年9月16日 | 新時代 冬奥運 (New Era, Winter Olympics) |          | 2022年北京オリンピック・パラリンピックキャンペーンソング |

## コンサート
- Ready! INTO1 OCEAN（INTO1《風暴眼》首唱会）（2021年10月17日、テンセントビデオ We TV）

## 出演

### テレビ番組
- 創造営2021（2021年2月17日 - 4月24日、テンセントビデオ WeTV）[28]
- 快楽大本営（中国語版）（2021年6月5日、Mango TV）
- 京東618京奇探秘夜（中国語版）（2021年6月17日、Mango TV）
- 拜託了冰箱（中国語版） 第7期（2021年6月22日 - 、テンセントビデオ WeTV） - 高卿塵（ナイン）、劉彰（AK）のみ
- 2021畢業禮（中国語版）（2021年7月4日、湖南衛視（中国語版））
- 超級818狂歡夜（中国語版）（2021年8月18日、浙江衛視（中国語版））
- 明日創作計画（中国語版） 第5・6回（2021年9月11・19日、テンセントビデオ WeTV）
- 蒙面舞王 Season2（中国語版）（2021年8月8日 - 10月10日、江蘇衛視（中国語版）） - 賛多のみ
- 超新星運動会（中国語版） 第4期（2021年11月19日 - 21日、テンセントビデオ WeTV） - 賛多以外
- 第28回東方風雲榜（中国語版） 閃電咖啡館（2021年11月28日、東方衛視）
- 第3回 TMEA騰訊音楽娯楽盛典（2021年12月11日、テンセントビデオ WeTV）
- ABUソングフェスティバル2021[29]（2021年12月31日、NHK総合テレビ）

## 書籍

### 雑誌
- Sho-Comi 2021年12号（2021年5月20日、小学館）[30][31]
- Madame Figaro（フランス語版、英語版） 中文版（2021年5月25日、費加羅Figaro出版社）[32]
- 日経トレンディ 2021年8月号（2021年7月2日、日経BP）[33]
- S Kawaii! 特別編集号（2021年7月5日、主婦の友社）[34]
- 聴く中国語 246号（2022年5月9日、HSJ株式会社）[35]
- 日経エンタテイメント! 2022年7月号（2022年6月3日、日経BP）[36]